# 2016 100 legnagyobb slágere
Ez a lista a Billboard magazin első száz Hot 100 zeneszámát tartalmazza 2016-ból.

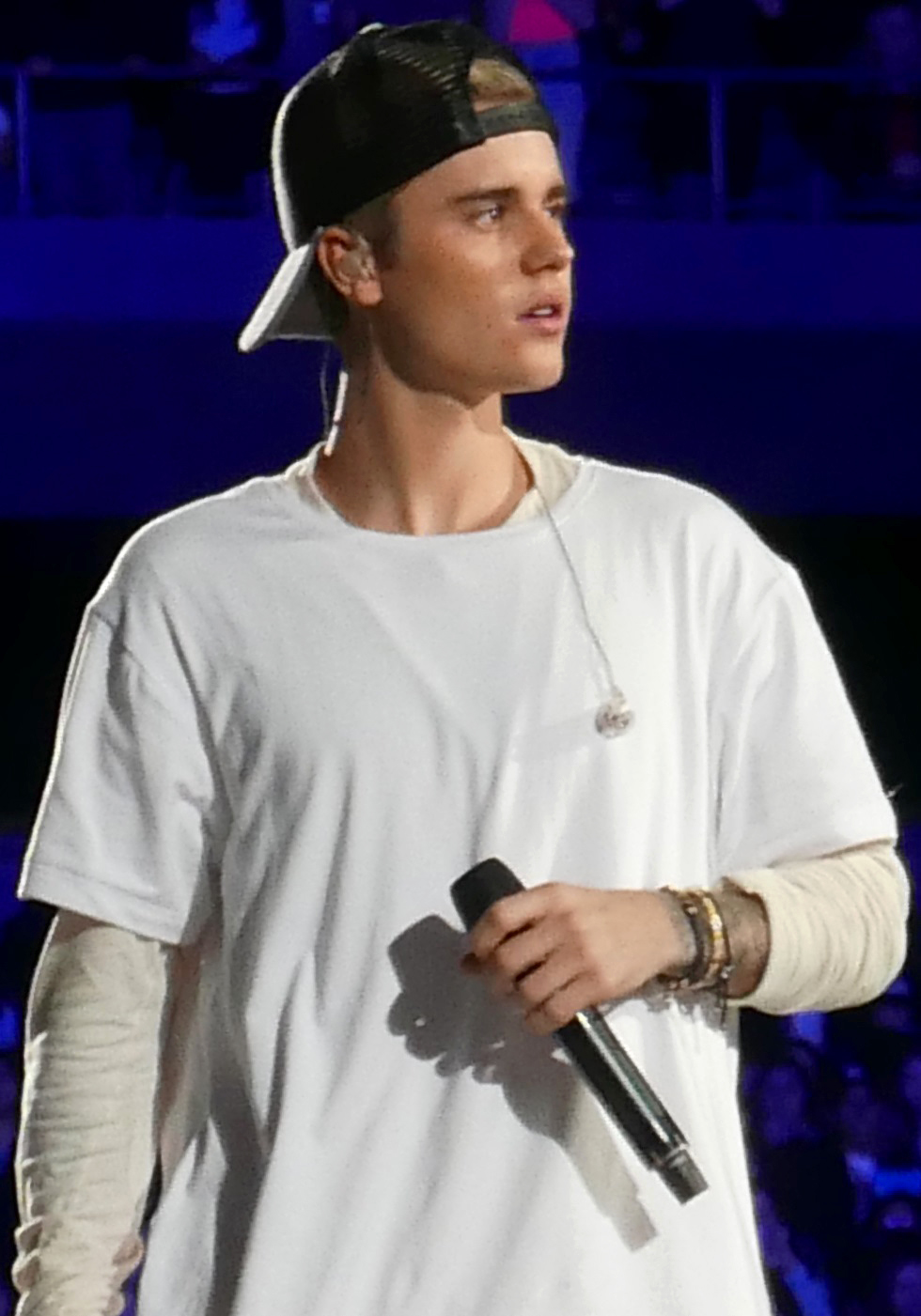
Justin Bieber foglalja el az első két helyet a listán a Love Yourself és Sorry című dalával. Ezzel ő a harmadik előadó, akinek sikerült az első kettő helyet elfoglalnia, először a Beatlesnek sikerült 1964-ben, majd Ushernek 2004-ben.

## A lista

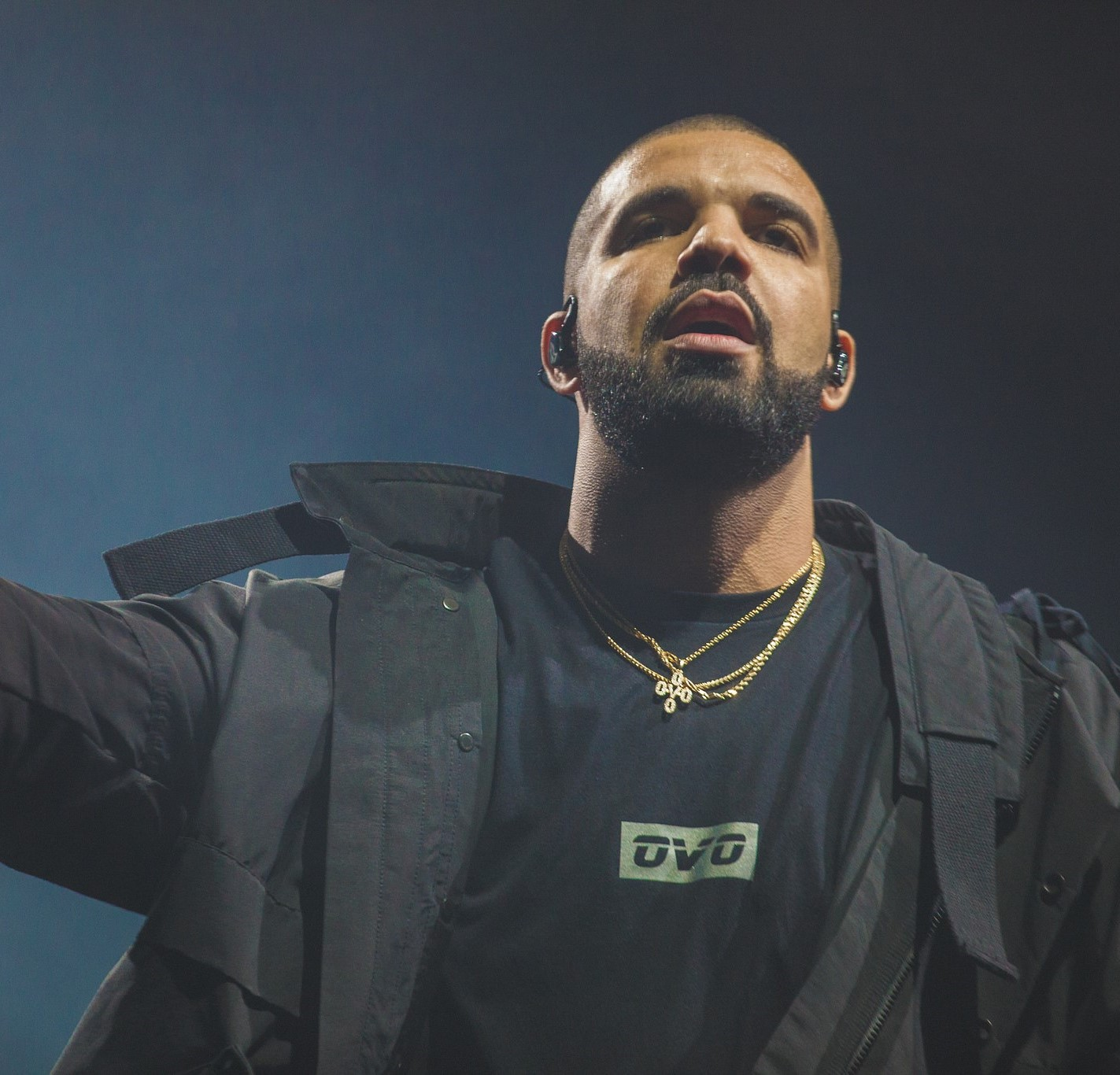
Drake-nek van a legtöbb dala a listán, összesen nyolc, legmagasabb helyezést a One Dance című dala érte el

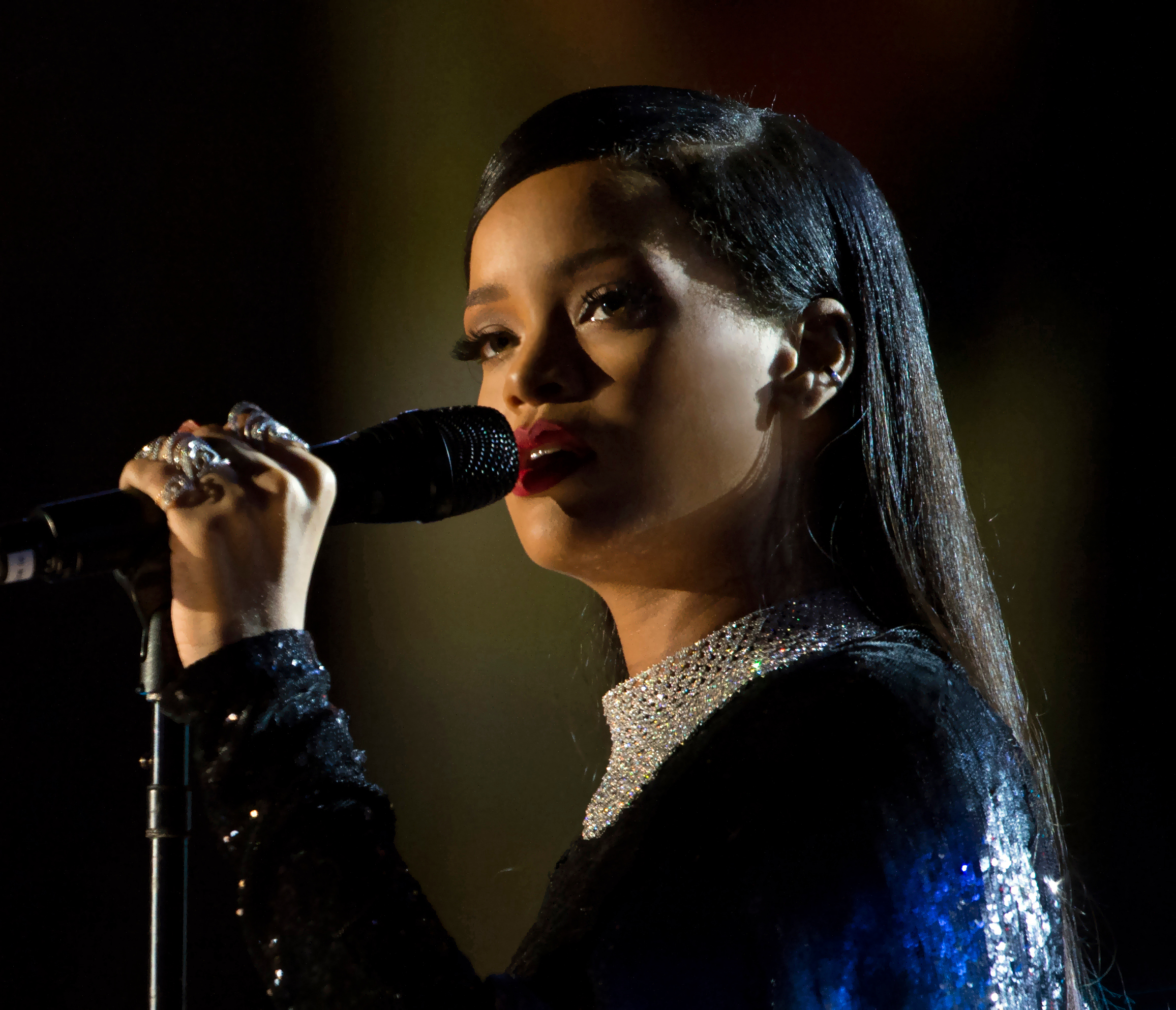
Rihanna négy dala a legjobb 30-ban szerepel, a Work (4.), a Needed Me (13.) a This Is What You Came For (17.) és a Too Good (29.)

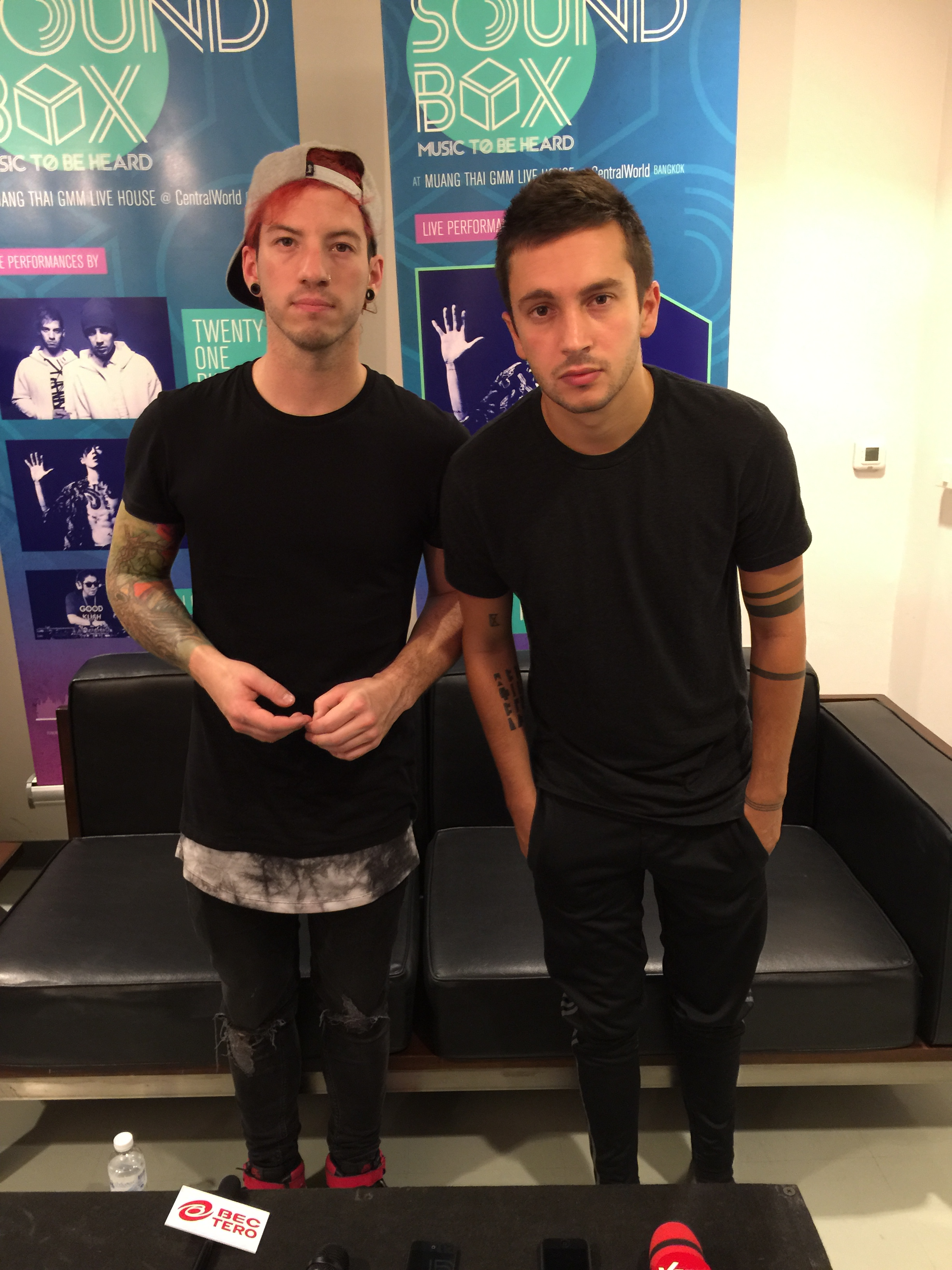
Twenty One Pilots három dala szerepel a legjobb 25-ben. A Stressed Out (5.), a Ride (20.) és a Heathens (21.)

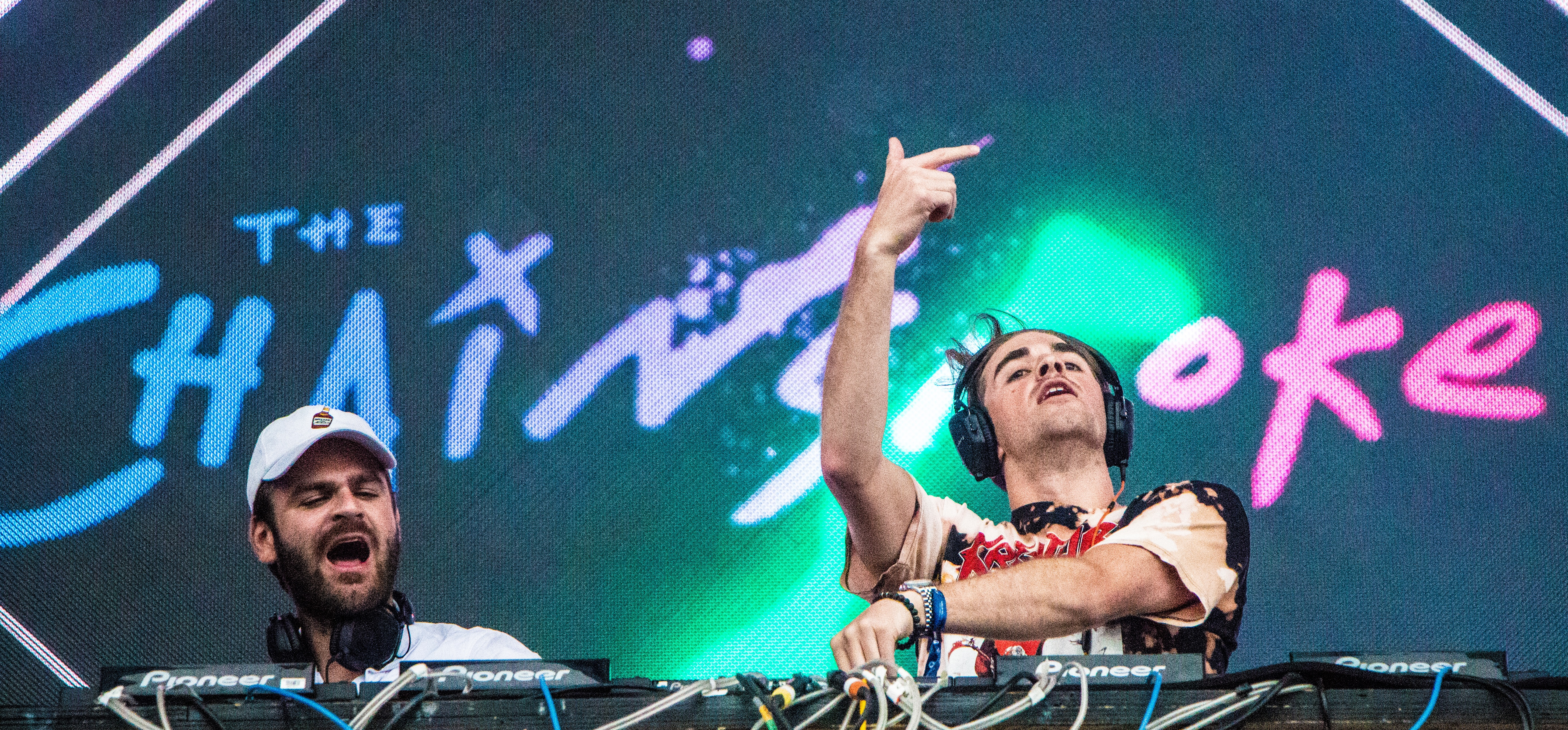
Az amerikai DJ duó, The Chainsmokers három dala szerepel a legjobb 30-ban

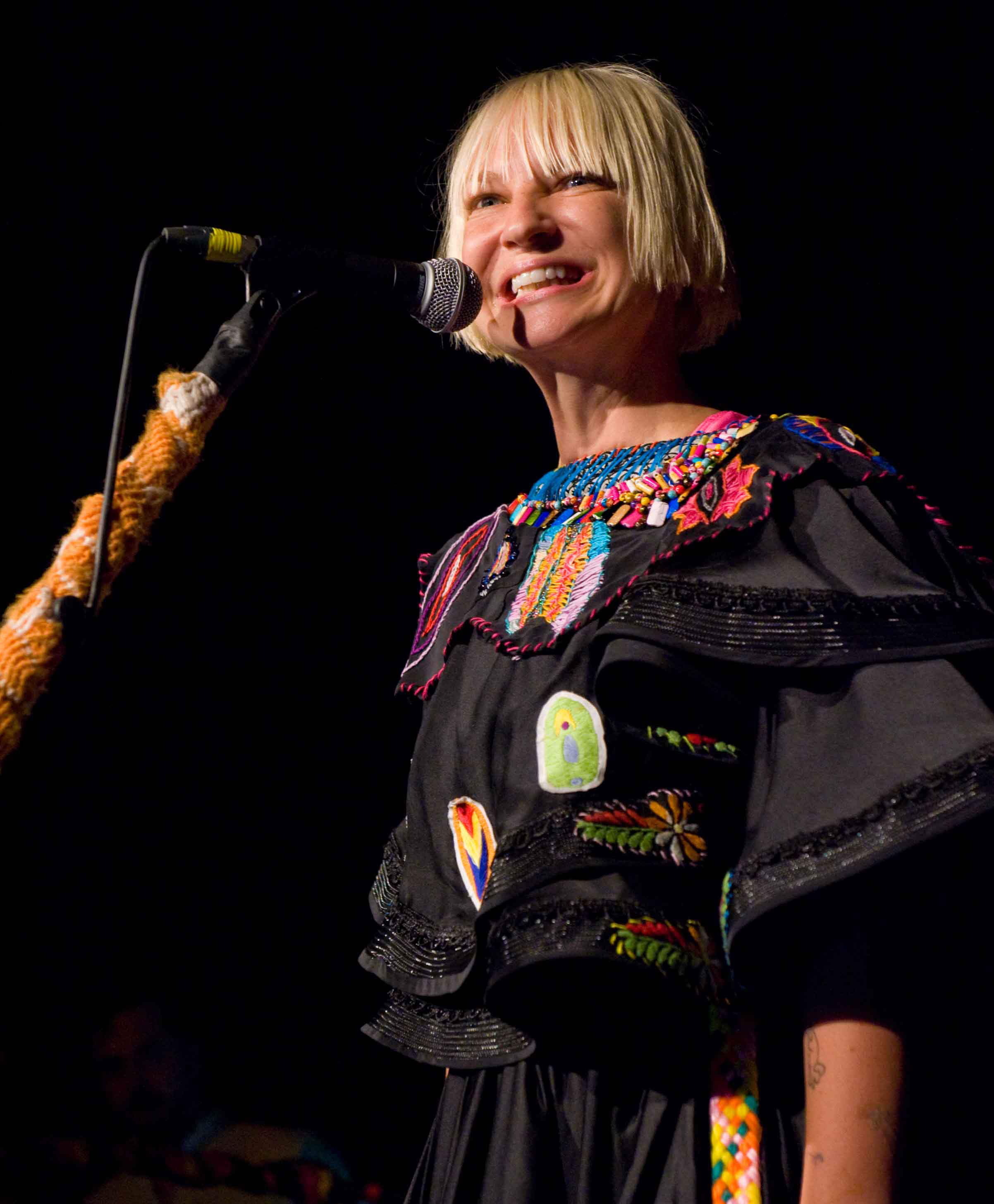
Sia az egyetlen 40 feletti nő a listán a Cheap Thrills című dalával.

| №   | Cím                              | Előadó(k)                                                                                       |
| --- | -------------------------------- | ----------------------------------------------------------------------------------------------- |
| 1   | Love Yourself                    | Justin Bieber                                                                                   |
| 2   | Sorry                            | Justin Bieber                                                                                   |
| 3   | One Dance                        | Drake közreműködött Wizkid és Kyla                                                              |
| 4   | Work                             | Rihanna közreműködött Drake                                                                     |
| 5   | Stressed Out                     | Twenty One Pilots                                                                               |
| 6   | Panda                            | Desiigner                                                                                       |
| 7   | Hello                            | Adele                                                                                           |
| 8   | Don't Let Me Down                | The Chainsmokers közreműködött Daya                                                             |
| 9   | Can't Stop the Feeling!          | Justin Timberlake                                                                               |
| 10  | Closer                           | The Chainsmokers közreműködött Halsey                                                           |
| 11  | Cheap Thrills                    | Sia közreműködött Sean Paul                                                                     |
| 12  | 7 Years                          | Lukas Graham                                                                                    |
| 13  | Needed Me                        | Rihanna                                                                                         |
| 14  | My House                         | Flo Rida                                                                                        |
| 15  | I Took a Pill in Ibiza           | Mike Posner                                                                                     |
| 16  | Work from Home                   | Fifth Harmony közreműködött Ty Dolla Sign                                                       |
| 17  | This Is What You Came For        | Calvin Harris közreműködött Rihanna                                                             |
| 18  | Cake by the Ocean                | DNCE                                                                                            |
| 19  | Me, Myself & I                   | G-Eazy és Bebe Rexha                                                                            |
| 20  | Ride                             | Twenty One Pilots                                                                               |
| 21  | Heathens                         | Twenty One Pilots                                                                               |
| 22  | Pillowtalk                       | Zayn                                                                                            |
| 23  | Stitches                         | Shawn Mendes                                                                                    |
| 24  | Hotline Bling                    | Drake                                                                                           |
| 25  | Cold Water                       | Major Lazer közreműködött Justin Bieber és MØ                                                   |
| 26  | Send My Love (To Your New Lover) | Adele                                                                                           |
| 27  | Roses                            | The Chainsmokers közreműködött Rozes                                                            |
| 28  | Treat You Better                 | Shawn Mendes                                                                                    |
| 29  | Too Good                         | Drake közreműködött Rihanna                                                                     |
| 30  | Low Life                         | Future közreműködött The Weeknd                                                                 |
| 31  | What Do You Mean?                | Justin Bieber                                                                                   |
| 32  | The Hills                        | The Weeknd                                                                                      |
| 33  | Just Like Fire                   | Pink                                                                                            |
| 34  | Broccoli                         | D.R.A.M. közreműködött Lil Yachty                                                               |
| 35  | Don't                            | Bryson Tiller                                                                                   |
| 36  | Dangerous Woman                  | Ariana Grande                                                                                   |
| 37  | Jumpman                          | Drake és Future                                                                                 |
| 38  | I Hate U, I Love U               | Gnash közreműködött Olivia O'Brien                                                              |
| 39  | Here                             | Alessia Cara                                                                                    |
| 40  | Same Old Love                    | Selena Gomez                                                                                    |
| 41  | Controlla                        | Drake                                                                                           |
| 42  | Like I'm Gonna Lose You          | Meghan Trainor közreműködött John Legend                                                        |
| 43  | One Call Away                    | Charlie Puth                                                                                    |
| 44  | Let It Go                        | James Bay                                                                                       |
| 45  | No                               | Meghan Trainor                                                                                  |
| 46  | Never Forget You                 | Zara Larsson és MNEK                                                                            |
| 47  | Let Me Love You                  | DJ Snake közreműködött Justin Bieber                                                            |
| 48  | Don't Mind                       | Kent Jones                                                                                      |
| 49  | H.O.L.Y.                         | Florida Georgia Line                                                                            |
| 50  | We Don't Talk Anymore            | Charlie Puth közreműködött Selena Gomez                                                         |
| 51  | Into You                         | Ariana Grande                                                                                   |
| 52  | Gold                             | Kiiara                                                                                          |
| 53  | Exchange                         | Bryson Tiller                                                                                   |
| 54  | 679                              | Fetty Wap közreműködött Remy Boyz                                                               |
| 55  | Oui                              | Jeremih                                                                                         |
| 56  | Hands to Myself                  | Selena Gomez                                                                                    |
| 57  | 2 Phones                         | Kevin Gates                                                                                     |
| 58  | Starboy                          | The Weeknd közreműködött Daft Punk                                                              |
| 59  | For Free                         | DJ Khaled közreműködött Drake                                                                   |
| 60  | Never Be Like You                | Flume közreműködött Kai                                                                         |
| 61  | In the Night                     | The Weeknd                                                                                      |
| 62  | Me Too                           | Meghan Trainor                                                                                  |
| 63  | Ex's & Oh's                      | Elle King                                                                                       |
| 64  | Die a Happy Man                  | Thomas Rhett                                                                                    |
| 65  | White Iverson                    | Post Malone                                                                                     |
| 66  | Close                            | Nick Jonas közreműködött Tove Lo                                                                |
| 67  | Unsteady                         | X Ambassadors                                                                                   |
| 68  | Sucker for Pain                  | Lil Wayne, Wiz Khalifa, és Imagine Dragons , Logic és Ty Dolla Sign közreműködött X Ambassadors |
| 69  | Down in the DM                   | Yo Gotti közreműködött Nicki Minaj                                                              |
| 70  | Luv                              | Tory Lanez                                                                                      |
| 71  | Sorry                            | Beyoncé                                                                                         |
| 72  | Can't Feel My Face               | The Weeknd                                                                                      |
| 73  | Hymn for the Weekend             | Coldplay                                                                                        |
| 74  | Say It                           | Tory Lanez                                                                                      |
| 75  | Antidote                         | Travis Scott                                                                                    |
| 76  | Lost Boy                         | Ruth B                                                                                          |
| 77  | Side to Side                     | Ariana Grande közreműködött Nicki Minaj                                                         |
| 78  | Sit Still, Look Pretty           | Daya                                                                                            |
| 79  | Wildest Dreams                   | Taylor Swift                                                                                    |
| 80  | Middle                           | DJ Snake közreműködött Bipolar Sunshine                                                         |
| 81  | On My Mind                       | Ellie Goulding                                                                                  |
| 82  | Pop Style                        | Drake közreműködött The Throne                                                                  |
| 83  | When We Were Young               | Adele                                                                                           |
| 84  | Hide Away                        | Daya                                                                                            |
| 85  | Lean On                          | Major Lazer és DJ Snake közreműködött MØ                                                        |
| 86  | I Know What You Did Last Summer  | Shawn Mendes és Camila Cabello                                                                  |
| 87  | All the Way Up                   | Fat Joe, Remy Ma és Jay-Z közreműködött French Montana és Infared                               |
| 88  | Watch Me                         | Silentó                                                                                         |
| 89  | Back to Sleep                    | Chris Brown                                                                                     |
| 90  | No Limit                         | Usher közreműködött Young Thug                                                                  |
| 91  | Cut It                           | O.T. Genasis közreműködött Young Dolph                                                          |
| 92  | Really Really                    | Kevin Gates                                                                                     |
| 93  | All In My Head (Flex)            | Fifth Harmony közreműködött Fetty Wap                                                           |
| 94  | Starving                         | Hailee Steinfeld és Grey közreműködött Zedd                                                     |
| 95  | Adventure of a Lifetime          | Coldplay                                                                                        |
| 96  | Humble and Kind                  | Tim McGraw                                                                                      |
| 97  | Wicked                           | Future                                                                                          |
| 98  | Tiimmy Turner                    | Desiigner                                                                                       |
| 99  | See You Again                    | Wiz Khalifa közreműködött Charlie Puth                                                          |
| 100 | Perfect                          | One Direction                                                                                   |